# Aszód vasútállomás
Aszód vasútállomás egy Pest vármegyei vasútállomás, Aszód városában, a MÁV üzemeltetésében. A város belterületének délkeleti szélén helyezkedik el, közúti megközelítését a település központja felől a 3-as főút és a 2109-es út körforgalmú csomópontjából déli irányban kiágazó 31 309-es út teszi lehetővé. Helyközi buszjáratok érintik.

## Vasútvonalak
Az állomást az alábbi vasútvonalak érintik:
- Aszód–Vácrátót-vasútvonal
- Aszód–Balassagyarmat–Ipolytarnóc-vasútvonal
- Budapest–Sátoraljaújhely-vasútvonal

## Kapcsolódó állomások
A vasútállomáshoz az alábbi állomások vannak a legközelebb:
- Bag megállóhely (Budapest-Keleti pályaudvar, Budapest–Sátoraljaújhely-vasútvonal)
- Hévízgyörk megállóhely (Hatvan vasútállomás, Budapest–Sátoraljaújhely-vasútvonal)
- Iklad-Domony megállóhely (Ipolytarnóc vasútállomás, Aszód–Balassagyarmat–Ipolytarnóc-vasútvonal)

## Megközelítés tömegközlekedéssel
- Busz:  342, 347, 348, 408, 409, 422, 424, 428, 430, 457, 458, 459, 460

## Forgalom
| Járat                   | Útvonal | Gyakoriság                  |
| ----------------------- | --- | --------------------------- |
| S80                     | Budapest-Keleti – Kőbánya felső – Rákos – Akadémiaújtelep – Rákosliget – Rákoscsaba-Újtelep – Rákoscsaba – Pécel – Isaszeg – Gödöllő-Állami telepek – Gödöllő (– Máriabesnyő – Bag – Aszód – Hévízgyörk – Galgahévíz – Tura – Hatvan – napi 1 tovább Füzesabony felé) | Napi 10 pár                 |
| S780                    | (Hatvan – Tura – Galgahévíz – Hévízgyörk –) Aszód – Iklad-Domony – Iklad-Domony felső – Galgamácsa – Galgagyörk – Püspökhatvan – Acsa-Erdőkürt – Galgaguta – Nógrádkövesd – Becske alsó – Magyarnándor – Mohora – Szügy – Balassagyarmat | 2 óránként                  |
| S80                     | Hatvan → Tura → Galgahévíz → Hévízgyörk → Aszód → Bag → Máriabesnyő → Gödöllő | Munkanapokon 3 Gödöllő felé |
| S77                     | Aszód – Iklad-Domony – Galgamácsa – Váckisújfalu – Vác | 2 óránként                  |
| Agria InterRégió        | Budapest-Keleti – Gödöllő – Máriabesnyő – Bag – Aszód – Tura – Hatvan – Vámosgyörk – (Adács – Karácsond – Ludas – Nagyút –) Kál-Kápolna – Füzesabony – Maklár – (Andornaktálya →) Eger | Óránként                    |
| Mátra InterRégió        | Budapest-Keleti – Gödöllő – Máriabesnyő – Bag – Aszód – Tura – Hatvan – Vámosgyörk – Gyöngyöshalász – Kitérőgyár – Gyöngyös | Óránként                    |
| személyvonat            | Budapest-Keleti – (Pécel → Isaszeg →) Gödöllő (← Máriabesnyő ← Bag) – Aszód – Tura – Hatvan – Vámosgyörk – Adács (← Karácsond ← Ludas) – Nagyút – Kál-Kápolna – Füzesabony – Szihalom – Mezőkövesd – Mezőkövesd felső – Mezőkeresztes-Mezőnyárád – Csincse – Emőd – Nyékládháza – Miskolc-Tiszai                                                                                   | Napi 1 pár                  |
| személyvonat            | Gyöngyös → Gyöngyöshalász → Vámosgyörk → Hatvan → Tura → Aszód → Bag → Máriabesnyő → Gödöllő → Isaszeg → Pécel → Rákoscsaba → Rákoscsaba-Újtelep → Rákosliget → Akadémiaújtelep → Rákos → Kőbánya felső → Budapest-Keleti | Napi 1 Budapest felé        |
| Ezüstpart expresszvonat | Miskolc-Tiszai – Nyékládháza – Mezőkövesd – Füzesabony – Kál-Kápolna – Vámosgyörk – Hatvan – Aszód – Gödöllő – Budapest-Kelenföld – Székesfehérvár – Balatonaliga – Balatonvilágos – Szabadisóstó – Siófok – Balatonszéplak felső – Zamárdi – Szántód – Balatonföldvár – Balatonszárszó – Balatonszemes – Balatonlelle felső – Balatonlelle – Balatonboglár – Fonyódliget – Fonyód | Nyáron napi 1 pár           |